# Воробей, Пётр Васильевич
Пётр Васильевич Воробе́й (1 марта 1923; деревня Колодежи, Червенский район, Минская область) — бригадир малокомплексной бригады Червенского леспромхоза Министерства лесной, целлюлозно-бумажной и деревообрабатывающей промышленности СССР (Минская область, Белорусская ССР). Герой Социалистического Труда (1966).

## Биография
Участник Великой Отечественной войны. С 1948 года — лесоруб, моторист, в 1959—1978 годах — бригадир малокомплексной бригады Червенского леспромхоза.
Указом Президиума Верховного Совета СССР от 17 сентября 1966 года за успехи в выполнении плановых заданий по развитию лесной, целлюлозно-бумажной, деревообрабатывающей промышленности удостоен звания Героя Социалистического Труда с вручением ордена Ленина и золотой медали «Серп и Молот».

## Награды
- Медаль «Серп и Молот»
- Орден Ленина
- Орден Отечественной войны 1-й степени
- Медаль «За отвагу»
- Медаль «Партизану Отечественной войны» 2-й степени
- [2]